# Myki
Myki (griechisch Μύκη (f. sg.)) ist seit 2011 eine Gemeinde in der nordostgriechischen Region Ostmakedonien und Thrakien. Die Gemeinde ist in vier Gemeindebezirke unterteilt. Verwaltungssitz ist Sminthi.

## Lage
Die Gemeinde Myki liegt im Norden der Region Ostmakedonien und Thrakien an der  Staatsgrenze zu Bulgarien. Angrenzende Gemeinden sind im Westen Paranesti sowie im Südwesten und Süden Xanthi und Iasmos.

## Verwaltungsgliederung
Die Gemeinde wurde nach der Verwaltungsreform 2010 aus dem Zusammenschluss der ehemaligen Gemeinden Myki und der Landgemeinden Kotyli, Satres sowie Thermes gebildet. Verwaltungssitz der Gemeinde ist Sminthi. Die ehemaligen Gemeinden bilden seither Gemeindebezirke. Die Gemeinde ist weiter in 3 Stadtbezirke und 3 Ortsgemeinschaften untergliedert.
| Gemeindebezirk | griechischer Name        | Code   | Fläche (km²) | Einwohner 2011 | Stadtbezirke / Ortsgemeinschaften (Δημοτική / Τοπική Κοινότητα) | Lage |
| -------------- | ------------------------ | ------ | ------------ | -------------- | --------------------------------------------------------------- | ---- |
| Thermes        | Δημοτική Ενότητα Θερμών  | 060302 | 089,602      | 00812          | Thermes                                                         |      |
| Kotyli         | Δημοτική Ενότητα Κοτύλης | 060303 | 078,868      | 2.158          | Kotyli                                                          |      |
| Myki           | Δημοτική Ενότητα Μύκης   | 060301 | 314,015      | 12.087         | Myki, Echinos, Oreio                                            |      |
| Satres         | Δημοτική Ενότητα Σατρών  | 060304 | 149,588      | 00483          | Satres                                                          |      |
| Gesamt         | Gesamt                   | 0603   | 632,073      | 15.540         |                                                                 |      |